# Microbathyphantes
Microbathyphantes van Helsdingen, 1985 è un genere di ragni appartenente alla famiglia Linyphiidae.

## Distribuzione
Le cinque specie oggi note di questo genere sono state rinvenute in Asia orientale, sudorientale, in Africa centrale e in Oceania: la specie dall'areale più vasto è la M. palmaria, i cui esemplari sono stati reperiti in Sri Lanka, nel Myanmar, nelle isole Seychelles e in varie località della Polinesia.

## Tassonomia
Le caratteristiche di questo genere sono state delineate nell'esame degli esemplari di Microbathyphantes asiaticus descritti dall'aracnologo van Helsdingen (1985b).
Considerato un sinonimo anteriore di Priscipalpus Millidge, 1991, in Beatty, Berry & Millidge, 1991, a seguito di un lavoro dell'aracnologo Saaristo (1995a) sugli esemplari tipo di Linyphia palmaria Marples, 1955.
A giugno 2012, si compone di cinque specie:
- Microbathyphantes aokii (Saito, 1982) — Cina, Vietnam, Giappone
- Microbathyphantes celebes Tanasevitch, 2012 — Celebes (Indonesia)
- Microbathyphantes palmarius (Marples, 1955)[3] — Sri Lanka, Isole Seychelles, Myanmar, Polinesia
- Microbathyphantes spedani (Locket, 1968) — Camerun, Nigeria, Angola
- Microbathyphantes tateyamaensis (Oi, 1960) — Giappone

### Sinonimi
- Microbathyphantes asiaticus van Helsdingen, 1985; posti in sinonimia con M. palmarius (Marples, 1955) a seguito di un lavoro di Saaristo (1995a)[1].
- Microbathyphantes dipetalus (Chen & Yin, 2000); trasferiti dal genere Bathyphantes, sono stati riconosciuti sinonimi di M. aokii (Saito, 1982) a seguito di un lavoro di Tu & Li (2006a)[1].
- Microbathyphantes kisoensis (Oi, 1960); trasferiti dal genere Porrhomma, sono stati posti in sinonimia con M. tateyamaensis (Oi, 1960) a seguito di un lavoro di Yaginuma (1986a), effettuato quando avevano ancora la denominazione di Bathyphantes[1].